# 105ª Divisione fanteria "Rovigo"
La 105ª Divisione fanteria "Rovigo" fu una grande unità di fanteria del Regio Esercito durante la seconda guerra mondiale. Era in particolare una divisione autotrasportabile tipo metropolitano, ovvero delle normali divisioni di fanteria, prive della Legione CC.NN., interamente motorizzate per quanto riguarda i servizi e l'artiglieria e solo parzialmente per la componente di fanteria, che doveva quindi ricorrere per il movimento motorizzato ai veicoli forniti di volta in volta dagli Autogruppi di Corpo d'armata. Al 10 giugno 1940, l'organico previsto per una divisione di questo tipo era di 10.404 uomini, equipaggiati con 60 cannoni (8 contraerei Breda 20/65 Mod. 1935, 8 anticarro 47/32 Mod. 1935, 8 da accompagnamento 65/17 Mod. 1908/1913, 24 campali da 75/27, 12 obici da 100/17), 153 mortai (45 mortai da 81 mm e 108 da 45 mm), 286 mitragliatrici (220 leggere e 66 pesanti). Per i trasporti erano disponibili 461 veicoli a motore, 36 trattori d'artiglieria, 159 motocicli e 127 biciclette.

## Storia
Le origini della divisione si fanno risalire alla Brigata "Rovigo", costituita durante la prima guerra mondiale, il 20 maggio 1916, sul 227º e il 228º Reggimento fanteria e sciolta il 15 novembre del 1917.
La Divisione "Rovigo" (105ª) si costituisce a Padova il 15 marzo 1942, assumendo alle proprie dipendenze i ricostituiti 227º e il 228º Reggimento fanteria ed il 117º Reggimento artiglieria per Divisione di fanteria. Dalla zona di guarnigione di Treviso-Padova, nel giugno 1942 viene trasferita in Val di Susa e Val Chisone e a novembre in Liguria occidentale, a copertura della fascia costiera compresa tra le località di Loano, Albenga, Imperia, Sanremo e Ventimiglia, in supporto alla 201ª Divisione costiera. Qui rimane fino a quando, in seguito all'Armistizio di Cassibile, si scioglie il 9 settembre 1943.

## Ordine di battaglia
- 227º Reggimento fanteria "Rovigo"
- 228º Reggimento fanteria "Rovigo"
- 117º Reggimento artiglieria
- un battaglione mortai da 81
- una compagnia cannoni controcarro 47/32
- una compagnia genio artieri
- una compagnia mista telegrafisti/marconisti
- una sezione fotoelettricisti
- una sezione sanità
- una sezione sussistenza
- una autosezione pesante

## Comandanti 1942-1943
- Gen. B. Ottorino Battista Dabbeni (15 marzo - 15 agosto 1942)
- Gen. D. Pietro Belletti (16 agosto - 9 ottobre 1942)
- Gen. B. Erminio Rovida (10 ottobre 1942 - 9 settembre 1943)